# Комишенська сільська рада (Петропавловський район)
Коми́шенська сільська рада (рос. Камышенский сельский совет) — сільське поселення у складі Петропавловського району Алтайського краю Росії.
Адміністративний центр та єдиний населений пункт — село Комишенка.

## Населення
Населення — 1408 осіб (2019; 1483 в 2010, 1813 у 2002).